# Петър Попарсов
 Тази статия е за революционера от ВМОРО.  За политика от ВМРО-ДПМНЕ вижте Петър Попарсов (политик).  
Петър Попарсов (изписване до 1945 година: Петъръ попъ Арсовъ), с псевдоним Вардарски, е български революционер, един от основателите и идеолозите на Вътрешната македоно-одринска революционна организация, и виден български общественик.

## Биография

### Ранни години
Петър Попарсов е роден на 14 август 1868 година в село Богомила, тогава в Османската империя. Учи в Солунската българска мъжка гимназия и в Белград, а в 1892 година завършва Висшето училище в София. В 1891 година Дамян Груев и Попарсов, по онова време студенти в Софийския университет, се заемат да организират част от състудентите си. Този кръг в София създава тайно младежко дружество, наречено „Дружба“. Целта на дружеството, според Попарсов, била:
| „ | ...Да вербува съмишленици, които да заминат в Македония и там на място, както някога Васил Левски и другарите му, да подготвят почва за революционното движение съобразно с местните условия... | “ |

По-късно Петър Попарсов участва и в учредяването на Младата македонска книжовна дружина заедно с Евтим Спространов, Тома Карайовов, Христо Коцев, Димитър Мирчев, Андрей Ляпчев, Наум Тюфекчиев, Георги Баласчев, Коста Шахов, Георги Белев. За кратко време по-късно в дружеството участват и Даме Груев, Гоце Делчев, Иван Хаджиниколов и Христо Матов. На следващата година той се прибира в Македония, където става екзархийски учител. Преподава в Скопие, Солун, Велес, Прилеп, Щип и други места.

### Във ВМОРО
На 23 октомври 1893 година заедно с Даме Груев, д-р Христо Татарчев, Иван Хаджиниколов, Антон Димитров и Христо Батанджиев основава Вътрешната македоно-одринска революционна организация. Автор е на първия устав на организацията, който изработва по образец на устава на Българския революционен централен комитет (БРЦК), който обаче не е запазен. Под псевдонима Вардарски издава книгата „Стамболовщината в Македония и нейните представители“, в която критикува режима на Стефан Стамболов и Българската екзархия. В брошурата си Попарсов уточнява, че:
| „ | ...Всички тези кръстени (от стамболовистите) „сепаратисти“ са всъщност всички интелигентни българо-македонци, чийто „сепаратизъм“ се състои в това, че са против централизацията на църковно-училищната власт, с други думи това е една млада българо-македонска партия, която защитава самоуправлението и старите права на българо-македонските общини... | “ |

Попарсов е български учител в класното училище в Скопие (1.IХ.1892 – 31.VIII.1893), в гимназията в Солун (1.IХ.1893 – 31.VIII.1894), бил е екзархийски чиновник във Велес (1.I.1895 – 31.VIII.1895) и отново учител в прогимназията в Прилеп (1.IХ.1895 – 31.VIII.1896) и в прогимназията в Щип (1.IХ.1896 – 18.ХII.1897). В Прилеп в 1895/1896 година е председател на революционния комитет. В 1897 година след разкритията на Винишката афера Попарсов, по това време главен учител на българските училища в Щип, е арестуван и осъден на доживотен затвор, и е заточен в крепостта Подрум кале в Мала Азия. Амнистиран в 1902 година, той продължава да се занимава с революционна дейност. По време на вълната от арести, последвали Солунските атентати от април 1903 година, Попарсов е арестуван във Велес и закаран в Скопие.
Според Михаил Думбалаков в края на 1905 година Попарсов заедно с Думбалаков и Христо Коцев е арестуван в Солун и откаран в Куршумли хан в Скопие.
В 1905 година участва на Рилския конгрес, на който е избран за задграничен представител в София. След разцеплението на ВМОРО в 1907 година е активист на левицата, като на тайно заседание в Рилския манастир подкрепя решението Даме Груев, Борис Сарафов, Иван Гарванов и Христо Матов да бъдат елиминирани физически. След Младотурската революция в 1908 година до Междусъюзническата война е в Македония.
| “ | Господин Сониксен, Изпращам Ви паспорта на деветата велика сила. Ала гледайте този талисман да го привържете добре, направете му место или в кондурите (обущата), или в некой ъгъл на дрехите, или шапката Ви. Защото неговата чудодейна сила изгубва се, ако го види турско око. Вие разбирате, колко е опасно за самото дело, ако писмото попадне в турски ръцие, та нема нужда да Ви говоря сериозно по въпроса за прикриването му. Сърдечно ви поздравявам, П.Арсов 21 Януари, 906 София | ” |
|   | |   |

### Обществена дейност
В 1910 година подкрепя Теодосий Скопски при опита му отново да се кандидатира за Скопски митрополит, но това не се получава въпреки демонстрираните от последния проекзархийски позиции. Преподава български език в Българското педагогическо училище в Скопие и изпълнява и директорската длъжност. Взема дейно участие в подготовката и провеждането на изборите за Отомански парламент с листата на Народната федеративна партия (българска секция), но не получава необходимото число гласове за депутат.
След избухването на Балканската война в 1912 година и окупацията на Вардарска и Егейска Македония през декември 1912 година Попарсов участва в срещата на македонски дейци във Велес, организирана от Димитър Чуповски, на която присъстват Ангел Коробар, Ризо Ризов, Александър Мартулков, Крум Зографов, Йован Попйорданов, учителят Иван Елезов, Димитър Ничев и Методи Попгошев. Те решават да изпратят представители на Лондонската конференция, както и в Париж, за да се борят за запазване на целостта на Македония. Опитът им се оказва неуспешен.
След Балканските войни Попарсов се премества в България. Негова съпруга е учителката от Солунската българска девическа гимназия Хрисанта Настева от Битоля. Заселват се в Костенец, където учителстват от 1914 година. Участва в дейността на т.нар. Временно представителство на бившата ВМОРО.
По този повод в 1919 година пише:
| „ | ...Бруталната политика на посърбяване, която отричаше всяко човешко достойнство у македонските българи и жестоко нараняваше националното им чувство – създаде в душата на тоя милионен български народ една трагедия, която ставаше още по-страшна предвид на това, че посърбяването означаваше не само денационализиране, ами и повръщане на македонските българи под ведомството на Гръцката патриаршия, против която бяха водили дългогодишна кървава борба и едва се бяха изкопчили от вампирските ѝ нокти. Лозунгът беше: далече от България! Не за това, че тя беше виновница за положението в Македония, ами защото всяко подозрение за нейна намеса можеше да напакости и ней, и на делото, което трябваше да си запази своя чисто вътрешен македонски характер. Върху тези ясни и точно определени основи се образува първия таен „Комитет за придобиване политическите права на Македония, дадени ѝ от Берлинския договор“, от който сетне се разви тъй наречената Вътрешна М. Р. Организация... | “ |

Относно ролята на Русия и ролята ѝ в Македония след Балканските войни Попарсов твърди:
| „ | ...Страшните конфликти, които произлязоха от изкусната игра на австрийската дипломация, се разразиха главно в Македония, дето се дойде дотам, щото руските консули с камшик в ръка караха българските селяни да стават сърби! Българите в Македония бяха третирани като судански негри, които по волята на руския цар, трябваше да се подарят на Сърбия за наказание на непослушна България, станала опасна като авангард на Австрия за руските интереси към Цариград.... | “ |

След Първата световна война и подписването на Ньойския договор, с който разделянето на Македония се потвърждава от държавите победителки, дейността на Временното представителство замира. Попарсов остава в Костенец до 1929 година. Там той е не само учител, но и директор на Костенецката прогимназия до самото си пенсиониране. В 1930 година се преселва в София, където живее до края на живота си със своята съпруга.
Умира на 1 януари 1941 година в София.
Неговият брат Андрей Попарсов е кмет на Богомила в периода 1915 – 1918 година, но е убит заедно с общинските съветници Георги и Павел Костадинови на 28 октомври 1918 година от сръбските власти. На името на Петър Попарсов е именувана улица в Щип по време на второто българско управление във Вардарска Македония през 1941 – 1944 година.
Родният дом на Попарсов в Богомила - Попарсовата къща е превърната в 1986 година в къща музей.